# Пирич, Кенан
Кенан Пи́рич (босн. Kenan Pirić; kěnan pǐriːtɕ; 7 июля 1994, Тузла) — боснийский футболист, вратарь клуба АЕК (Ларнака) и сборной Боснии и Герцеговины.

## Клубная карьера
Родился 7 июля 1994 года в городе Тузле. Воспитанник юношеской команды «Слобода» из родного города, которую он покинул в июне 2012 года, чтобы присоединиться к клубу «Градина». В составе этой команды Кенан дебютировал в Премьер-лиге Боснии в игре против «Вележа» 25 августа того же года в возрасте 18 лет. В общей сложности за сезон принял участие в 16 матчах чемпионата.
2 сентября 2013 года Пирич подписал контракт с бельгийским «Гентом», но был лишь четвертым вратарем клуба и за сезон 2013/14 не сыграл ни одного матча, после чего вернулся а родину и играл в составе команд «Слобода» (Тузла) и «Зриньски», выиграв со второй дважды подряд чемпионат Боснии и Герцеговины.
Своей игрой за последнюю команду привлек внимание представителей тренерского штаба клуба «Марибор», в состав которого присоединился летом 2018 в статусе свободного агента. Отыграл за команду из Марибора следующие три сезона своей игровой карьеры и в сезоне 2018/19 его команда заняла первое место в турнирной таблице, выиграв чемпионат Словении.
В июле 2021 года Пирич подписал двухлетнее соглашение с греческой командой «Атромитос», но уже в конце декабря он расторг контракт с клубом из-за долгов по зарплате.
В январе 2022 года Пирич перешел к турецкому «Гёзтепе», заключив контракт до июня 2023 года. 3 апреля он дебютировал за клуб в игре против «Коньяспора», впрочем основным вратарем так и не стал.
В июне 2022 года присоединился к кипрской команде АЕК (Ларнака), подписав двухлетний контракт.

## Карьера в сборной
В течение 2013—2016 годов привлекался в состав молодежной сборной Боснии и Герцеговины. На молодежном уровне сыграл в 12 официальных матчах, пропустил 17 голов.
31 января 2018 года дебютировал в официальных матчах в составе национальной сборной Боснии и Герцеговины в товарищеской игре против Мексики (0:1), выйдя в перерыв вместо Ибрагима Шехича.